# Diradops poirena
Diradops poirena là một loài tò vò trong họ Ichneumonidae.